# Бернштам, Александр Натанович
Алекса́ндр Ната́нович Берншта́м (18 сентября (1 октября) 1910, Керчь — 10 декабря 1956, Ленинград) — советский археолог и востоковед, доктор исторических наук (1942), профессор Ленинградского университета.

## Биография
Ещё учась в школе, работал с 1925 года в Севастопольском музее краеведения. В июне 1931 года окончил ЛИФЛИ и в августе поступил в аспирантуру ГАИМК, учился, среди прочего, у С. Е. Малова и А. Н. Самойловича. В 1935 году защитил кандидатскую диссертацию «Социально-экономический строй древнего турецкого общества Туркми в Монголии».
С 1932 по 1956 год — научный сотрудник Государственного Эрмитажа. С 1936 года одновременно — преподаватель ЛГУ, руководитель постоянно действующей археологической экспедиции Семиречье—Тянь-Шань—Памир—Фергана.
24 августа 1942 года в Ташкенте на заседании Ученого совета Института истории АН СССР защитил докторскую диссертацию «История киргиз и Киргизстана с древнейших времен до монгольского завоевания».
В начале 1950-х годов работы Бернштама по истории тюркских народов подвергались официальной критике за «буржуазный национализм». «Бернштам немало потрудился над тем, чтобы засорить историю материальной культуры плевелами марровского учения», — писала в 1953 году газета «Известия». Как следствие, в 1953 г. учёный не смог опубликовать ни одной работы.
Похоронен на Богословском кладбище Санкт-Петербурга.
Дочь Татьяна (1935—2008) — этнограф и фольклорист.

## Научная деятельность
Исследовал памятники Семиречья, Тянь-Шаня, Памира и Ферганы, выделил периоды возникновения археологических памятников Средней Азии от 2-го тыс. до н. э. до XV века.
Разрабатывал проблемы этногенеза, социальной организации и экономики кочевых народов Центральной Азии, а также изучал древнюю эпиграфику и нумизматику.

### Научные труды
- Жилище Крымского предгорья. Опыт социологического анализа // ИГАИМК. 1931. Т. 9. Вып. 67. С. 146.
- Руническая надпись в уйгурской рукописи // Записки Института Востоковедения АН СССР. 1939. Т. VII. С. 303—305.
- Археологические работы в Семиречье // КСИИМК. 1940. Вып. 4. С. 43-48.
- Кенкольский могильник. Л., 1940.
- Тюргешские монеты // ТОВЭ[уточнить]. Т. II. 1940. С. 105—112.
- Согдийская колонизация Семиречья // КСИИМК[уточнить]. Вып. 6, 1940, стр. 34—42.
- Памятники старины Таласской долины. Историко-археологический очерк. Алма-Ата, 1941.
- Археологический очерк Северной Киргизии. Фрунзе, 1941.
- Социально-экономический строй орхоно-енисейских тюрок VI—VIII вв. Восточнотюркский каганат и кыргызы. М.—Л., 1946.
- Араванские наскальные изображения и даваньская (ферганская) столица Эр-ши // Советская этнография. 1948. № 4. С. 155—161.
- Новые работы по тохарской проблеме // ВДИ. 1947. № 2. С. 134—138
- Среднеазиатская древность и её изучение за 30 лет // ВДИ. 1947. № 3. С. 83-94.
- Новые эпиграфические находки из Семиречья // ЭВ[уточнить]. Т. И, 1948. С. 107—113.
- Археологические работы в Южном Казахстане // КСИИМК. Вып. 26. 1949. С. 131—133.
- Основные этапы истории культуры Семиречья и Тянь-Шаня // Советская археология. Т. IX. 1949. С. 337—384.
- Советская археология Средней Азии // КСИИМК. 1949. Вып. 28. С. 517.
- Древнейшие тюркские элементы в этногенезе Средней Азии // СЭ. Вып. VI—VII. 1947. С. 148—158.
- Введение; ч. I, гл. I, III; ч. II, введение, гл. II; заключение // Труды Семиреченской археологической экспедиции. Чуйская долина // МИА[уточнить]. № 14. 1950.
- Древнетюркский документ из Согда // ЭВ, т. V, 1951, С. 65—75.
- Очерк истории гуннов. Л., 1951.
- Историко-археологические очерки Центрального Тянь-Шаня и Памиро-Алая. М.; Л., 1952 (МИА. № 26).
- Новый тип тюргешских монет // Тюркологический сборник. М.—Л., 1951. С. 68—72.
- Древнетюркское письмо на р. Лене // ЭВ, т. IV, 1951, стр. 76—86.
- Древнетюркские рунические надписи из Ферганы // ЭВ. Т. XI. 1956. С. 54—58.
- Древний Отрар // Изв. АН Каз. ССР. Серия «Археология». Вып. 3. 1991. С. 81—97.